# Bender (efternavn)
Bender er et efternavn som er af britisk og tysk oprindelse. Den britiske variant af navnet kommer af Benden eller Benbow. Den tyske variant er en form af Fassbinder (dansk: Bødker), der findes flere varianter av navnet; Fassbinder, Fassbender, Fasbender, Fassbind og Binder.

## Efternavnet Bender i Danmark
Efternavnet er kendt i Danmark siden 1700-tallet, først som Binder men fra midten af 1700-tallet som Bender. Den største Bender-slægt i Danmark kom til landet med Johan Nicolay Binder (1677-1735) en lædertouger (garver) fra Bergedorf som i dag er en bydel i Hamborgs bymidte, som kom til Odense cirka 1700.

## Bærere af efternavnet
- Alejandro Bender er en argentinsk OL-deltager i judo
- August Bender var en tysk nazist og SS-læge
- Hans Bender var en tysk psykolog og parapsykolog
- Heinrich Bender var en tysk OL-roer
- Jack Bender er en amerikansk film- og tv-instruktør og skuespiller
- Steve Bender (faktisk Karl-Heinz Bender) var en tysk musiker i pop/disko gruppe Dschinghis Khan
- Sven og Lars Bender er to tyske fodboldstvillinger
- Tom Bender er en australsk OL-basketballspiller
- Evelyn Botfield Bender er en australsk OL-landhockeyspiller

### Danskere
- Aksel Bender Madsen var en dansk møbelarkitekt
- Bjarne Bender Mortensen er en tidligere dansk atlet
- Claus Bender Mortensen er en dansk skuespiller
- Elias Bender Rønnenfelt er en dansk musiker, forsanger i Iceage
- Gottlieb Bender Christiansen var en dansk-amerikansk præst
- Hanne Bender er en dansk advokat
- Henning Bender var en dansk landsholdspiller i håndbold
- Henning Bender er en dansk historieforfatter
- Henry Bender Christoffersen var en dansk modstandsmand
- Johan Bender er en dansk historieforfatter
- Johan Nicolai Bender Monggaard er en dansk journalist
- Jørgen Bender var en dansk modeskaber
- Lisbeth Bender er en dansk golfcoach og forfatter
- Martin Bender er tidligere underdirektør i Wonderful Copenhagen
- Max Bender var en dansk murer og politiker
- Michael Grandorf Bender er en dansk mixed martial arts kæmper
- Nadja Bender er en dansk fotomodel
- Niels Bender Mortensen er en dansk skuespiller
- Ole Bender er en dansk travtræner
- Patrick Karl Bender er en dansk psykolog
- Willy Bender var en dansk modstandsmand